# Tolino Shine 2 HD
Der Tolino Shine 2 HD ist ein E-Book-Reader, der von der Tolino-Allianz, bestehend aus den führenden deutschen Buchhändlern und der Deutschen Telekom, in Deutschland, Österreich, Schweiz sowie Italien vertrieben wird. Er ist der Nachfolger des Tolino Shine.

## Eigenschaften

### Unterschiede zum Vorgängermodell
Das Gerät wurde im Hinblick auf Anzeige, Aussehen und Prozessorleistung stark verbessert bzw. überarbeitet. Ein Überblick der wesentlichen Änderungen:
- Anzeige
Der Tolino Shine 2 HD ist mit einem E-Ink-Carta-Display ausgestattet, das mit 1448 × 1072 Pixeln in HD-Qualität auflöst (300 ppi). In dem teureren Tolino Vision 3 HD wurde das gleiche Display verbaut. Der Tolino Shine 2 HD hat ähnlich dem ursprünglichen tolino Shine  einen versenkten Bildschirm mit Infrarot-Touchscreen. Der Tolino Shine 2 HD hat im Gegensatz zum Tolino Vision 3 HD keine tap2flip-Funktion und ist nicht mit Wasserschutz ausgestattet.[2]
- Aussehen
Das komplett überarbeitete Gehäuse ist nicht mehr in dem bis dahin typischen braun-kupfer gehalten, sondern nun komplett mattschwarz. Die Oberflächenlackierung sorgt für eine weiche Griffigkeit. Die Gehäuseklappe des Tolino Shine ist beim Tolino Shine 2 HD verschwunden, so dass der Anschluss an ein Micro-USB-Netzteil nun ohne Öffnen einer Schutzklappe erfolgt. Die Abmessungen des Tolino Shine 2 HD sind kleiner, er liegt damit besser in der Hand als sein Vorgänger. Auch die Hardware-Knöpfe wurden überarbeitet bzw. vergrößert. Der vorherige Schiebeschalter ist nun als Druckknopf angelegt, analog dem des Tolino Vision 3 HD. Der mechanische Home-Button des Vorgängermodells ist auch beim Tolino Shine 2 HD vorhanden.
- Prozessor
Der Tolino Shine 2 HD wurde mit einem neuen Prozessor ausgestattet – der E-Book-Reader öffnet z. B. große PDFs nun deutlich schneller als der Tolino Shine. Das Blättern in E-Books erscheint flüssiger.
- Hallsensor
 Der Tolino Shine ist mit einem Hallsensor ausgestattet und ermöglicht damit die Verwendung von speziellen Schutztaschen, bei denen das Aktivieren/Deaktivieren des Standby-Modus automatisch durch Öffnen bzw. Schließen der Schutztasche erfolgt.

Im Vergleich zum Premium-E-Book-Reader Tolino Vision 3 HD ist der Tolino Shine 2 HD mit leicht abgespeckter Ausstattung (Software ist gleich) das preisgünstigere Modell.

### Bedienung
Der Tolino Shine 2 HD verfügt über drei Hardware-Tasten: eine zum Ein-/Ausschalten des Gerätes, eine zum Ein-/Ausschalten der integrierten Beleuchtung und eine „Home“-Taste, die zur obersten Menüebene (Startseite) führt. Zudem gibt es an der Unterseite einen Micro-USB-Anschluss und einen „Reset“-Knopf, der mit einem dünnen, spitzen Gegenstand erreichbar ist.
Ab Werk wird das Gerät mit der Tolino eReader-Software Version 1.7.1 ausgeliefert. Eine neuere Version 1.7.4 wird bereits angeboten.
Wie bei allen anderen Geräten von Tolino, können die E-Book-Formate EPUB, PDF (mit und ohne Kopierschutz) und TXT auf dem Tolino Shine 2 HD gelesen werden. E-Books können über den auf dem E-Reader integrierten E-Book-Shop bei dem Tolino-Buchhändler erworben werden, bei dem das Gerät gekauft wurde. Über den integrierten Browser des E-Readers können E-Books auch bei anderen Buchhändlern gekauft werden. Voraussetzung zum Öffnen ist ein kompatibles e-Book-Format. Auch die E-Books der öffentlichen Leihbibliotheken können – anders als bei den Kindle-E-Book-Readern von Amazon – mit dem tolino shine 2 HD geöffnet werden.
Der Tolino Shine 2 HD verfügt (wie der Vorgänger Tolino Shine) über einen kostenlosen Zugang zu den Telekom-HotSpots in Deutschland.
Durch die standardmäßige Anbindung an die Tolino-Cloud (der Online-Speicherplatz von Tolino) verfügt der Tolino Shine 2 HD über 25 GB zusätzlichen Cloud-Speicher für E-Books. 
Über das mitgelieferte Micro-USB-Kabel kann der tolino shine 2 HD mit einem PC verbunden werden oder an ein (nicht mitgeliefert) USB-Netzteil angeschlossen werden.

### Technische Daten

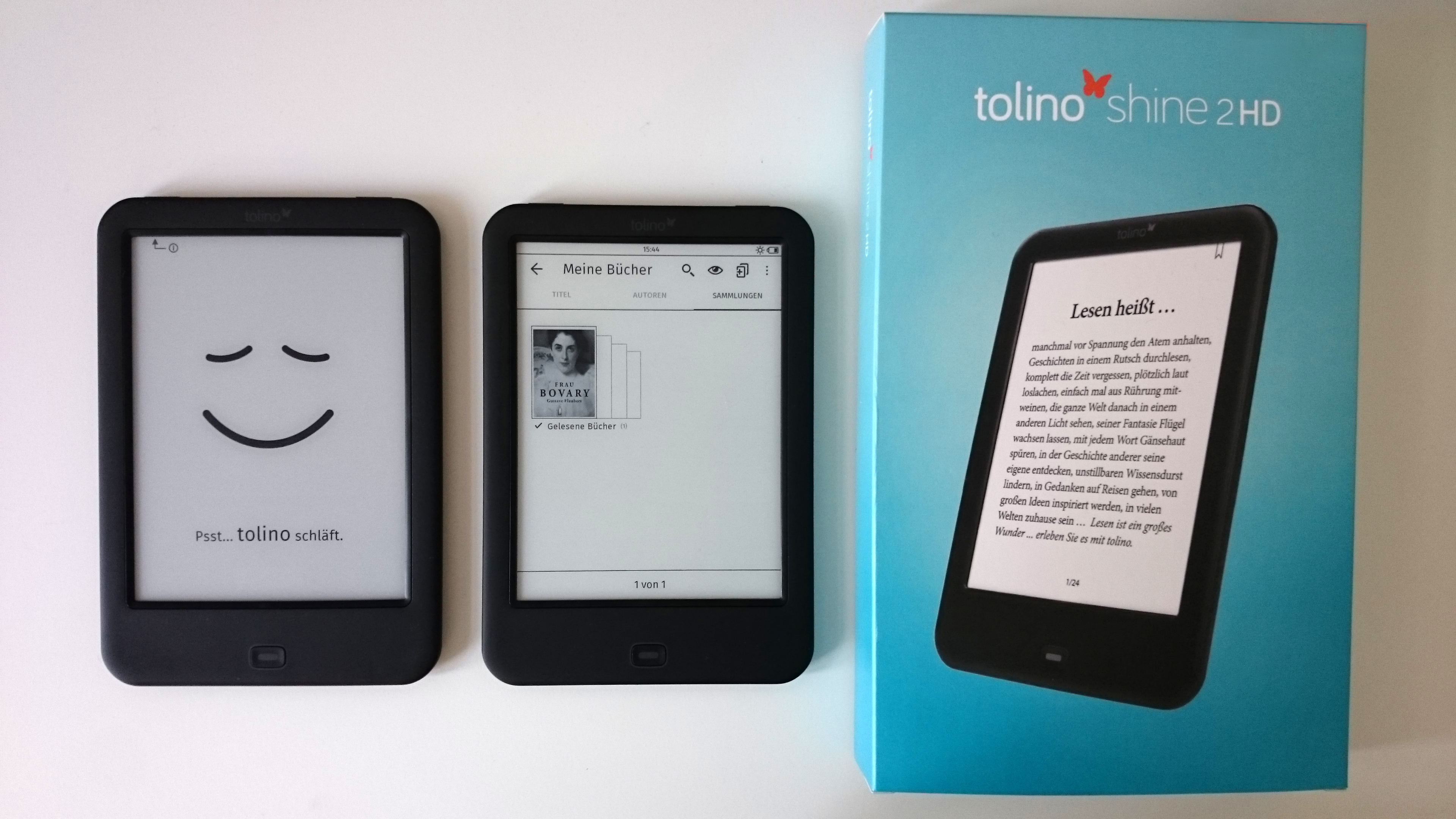
Frontansicht

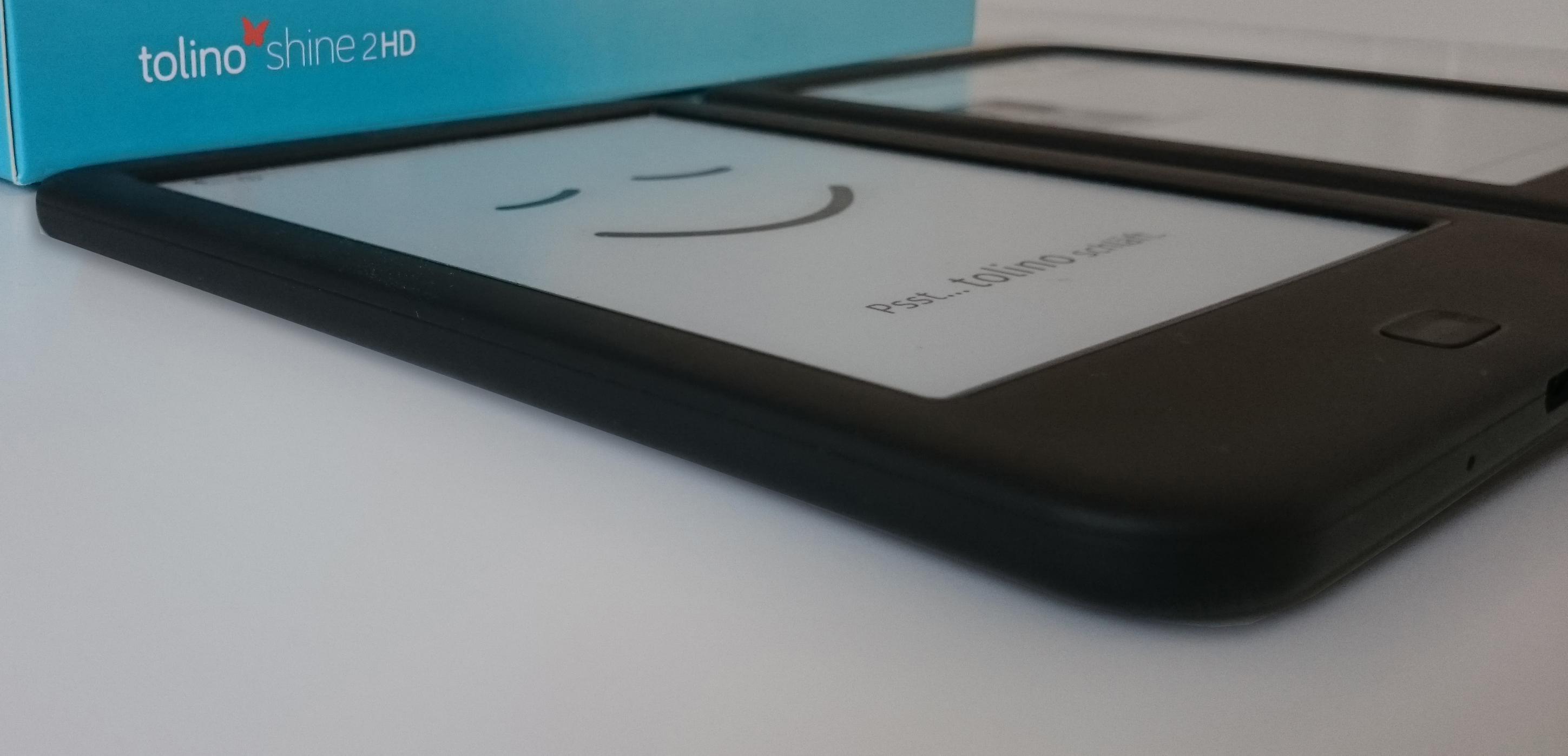
Seitenansicht

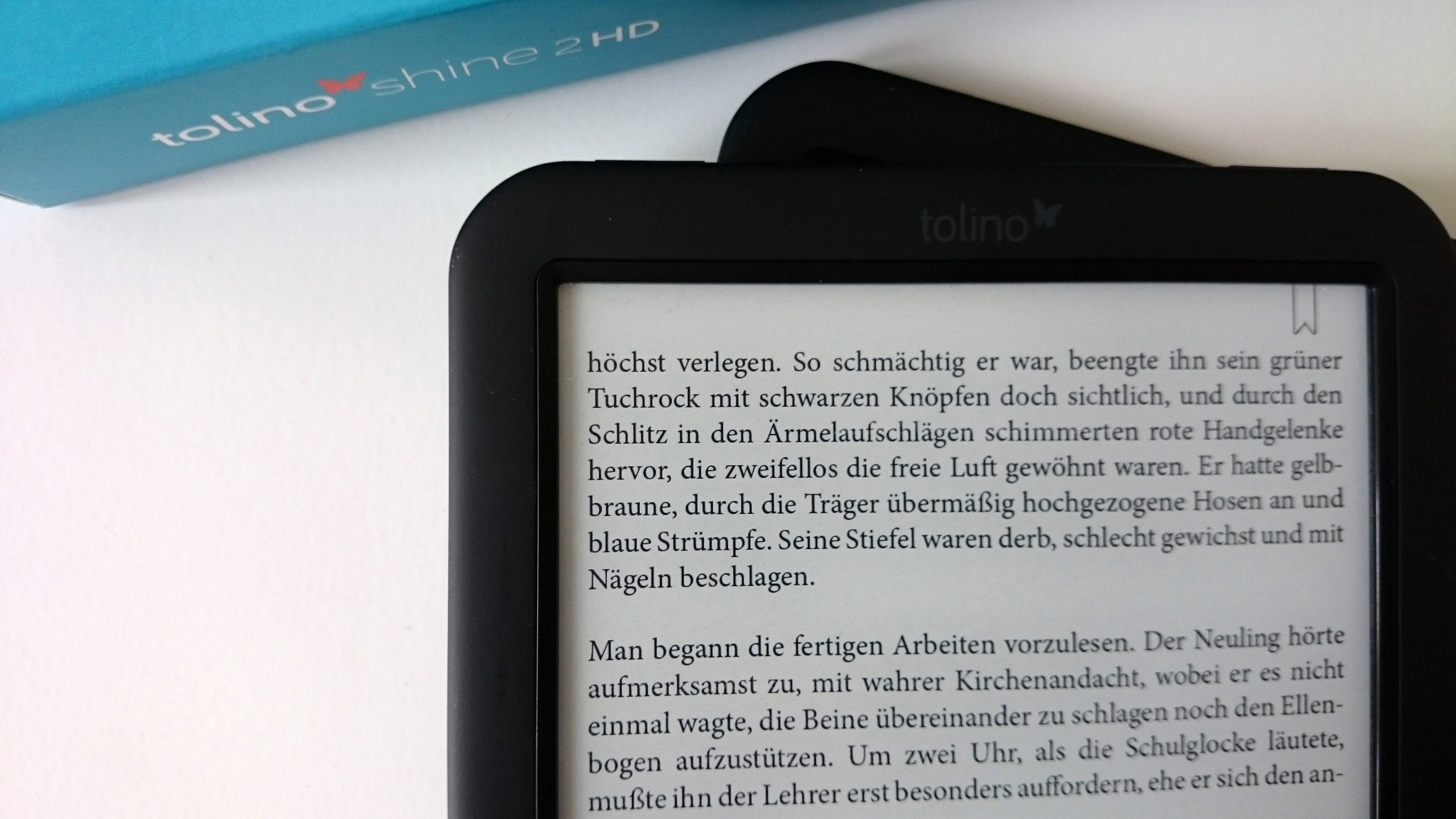
Oberer Displaybereich

| Abmessungen               | 164,2 mm × 113,49 mm × 9,3 mm                                               |
| Gewicht                   | 184 g                                                                       |
| Bildschirmtechnik         | E-Ink (E-Paper) „Carta HD Display“ mit Infrarot-Touchscreen und Beleuchtung |
| Bildschirmdiagonale       | 15,24 cm (6,0″)                                                             |
| Auflösung                 | 1448×1072 Pixel, 300 ppi                                                    |
| Schriftarten              | 6 Schriftarten und 7 Schriftgrößen, E-Ink-optimiert                         |
| Prozessor                 | ARMv7 rev 10 (Freescale i.MX6 SoloLite), 1000 MHz                           |
| Arbeitsspeicher           | 512 MB RAM                                                                  |
| Speicher                  | 4 GB interner Flash-Speicher, davon 2 GB nutzbar                            |
| Akku                      | 1500 mAh („bis zu 7 Wochen Akkulaufzeit“)                                   |
| Konnektivität             | MicroUSB, WLAN (802.11 b/g/n)                                               |
| Betriebssystem            | Android 4.0.4                                                               |
| Aktuelle Softwareversion  | 16.1.0                                                                      |
| Unterstützte Dateiformate | EPUB (mit und ohne DRM), PDF, TXT                                           |
| Hersteller                | Longshine (Taiwan)                                                          |